# UCI Europa Tour 2021
L'UCI Europa Tour 2021 és la dissetena edició de l'UCI Europa Tour, un dels cinc circuits continentals de ciclisme de la Unió Ciclista Internacional. Està format per unes 200 proves, organitzades del 24 de gener al 17 d'octubre de 2021 a Europa.

## Evolució del calendari

### Gener
| Data | Cursa                      | País    | Cat. | Vencedor               | Equip                | Ref.        |
| ---- | -------------------------- | ------- | ---- | ---------------------- | -------------------- | ----------- |
| 24   | Gran Premi València        | Espanya | 1.2  | Lorrenzo Manzin        | Total Direct Énergie | [ 2 ] [ 3 ] |
| 31   | Gran Premi La Marseillaise | França  | 1.1  | Aurélien Paret-Peintre | AG2R Citroën Team    | [ 4 ]       |

### Febrer
| Data  | Cursa                             | País    | Cat. | Vencedor               | Equip                | Ref.  |
| ----- | --------------------------------- | ------- | ---- | ---------------------- | -------------------- | ----- |
| 3-7   | Étoile de Bessèges                | França  | 2.1  | Tim Wellens            | Lotto-Soudal         | [ 5 ] |
| 6     | Gran Premi Alanya                 | Turquia | 1.2  | Davide Gabburo         | Bardiani CSF Faizanè | [ 6 ] |
| 7     | Gran Premi Gazipasa               | Turquia | 1.2  | Raman Tsishkou         | BelAZ                | [ 6 ] |
| 19-21 | Tour dels Alps Marítims i del Var | França  | 2.1  | Gianluca Brambilla     | Trek-Segafredo       | [ 7 ] |
| 20    | Gran Premi Velo Manavgat          | Turquia | 1.2  | Harrif Salleh          | Terengganu Inc-TSG   | [ 8 ] |
| 21    | Gran Premi Velo Alanya            | Turquia | 1.2  | Carlos Julián Quintero | Terengganu Inc-TSG   | [ 9 ] |

### Març
| Data  | Cursa                                    | País      | Cat. | Vencedor               | Equip                        | Ref.   |
| ----- | ---------------------------------------- | --------- | ---- | ---------------------- | ---------------------------- | ------ |
| 2     | Le Samyn                                 | Bèlgica   | 1.1  | Tim Merlier            | Alpecin-Fenix                | [ 10 ] |
| 3     | Umag Trophy                              | Croàcia   | 1.2  | Jakub Mareczko         | Vini Zabù                    | [ 11 ] |
| 6     | Gran Premi Mediterrennean                | Turquia   | 1.2  | Onur Balkan            | Salcano-Sakarya              | [ 12 ] |
| 7     | Gran Premi Jean-Pierre Monseré           | Bèlgica   | 1.1  | Tim Merlier            | Alpecin-Fenix                | [ 13 ] |
| 7     | Poreč Trophy                             | Croàcia   | 1.2  | Filippo Fiorelli       | Bardiani CSF Faizanè         | [ 14 ] |
| 7     | Gran Premi Gündoğmuş                     | Turquia   | 1.2  | Carlos Julián Quintero | Terengganu Inc-TSG           | [ 15 ] |
| 11-14 | Istrian Spring Trophy                    | Croàcia   | 2.2  | Finn Fisher-Black      | Team Jumbo-Visma Development | [ 16 ] |
| 14    | París-Troyes                             | França    | 1.2  | Romain Cardis          | Saint Michel-Auber 93        | [ 17 ] |
| 21    | Gran Premi Slovenian Istria              | Eslovènia | 1.2  | Mirco Maestri          | Bardiani CSF Faizanè         | [ 18 ] |
| 21    | Per sempre Alfredo                       | Itàlia    | 1.1  | Matteo Moschetti       | Trek-Segafredo               | [ 19 ] |
| 23-27 | Setmana Internacional de Coppi i Bartali | Itàlia    | 2.1  | Jonas Vingegaard       | Jumbo-Visma                  | [ 20 ] |
| 28    | Gran Premi Cholet-País del Loira         | França    | 1.1  | Elia Viviani           | Cofidis                      | [ 21 ] |
| 28    | Gran Premi Adria Mobil                   | Eslovènia | 1.2  | Marijn van den Berg    | Continental Groupama-FDJ     | [ 22 ] |

### Abril
| Data  | Cursa                           | País                 | Cat. | Vencedor         | Equip                  | Ref.   |
| ----- | ------------------------------- | -------------------- | ---- | ---------------- | ---------------------- | ------ |
| 1-4   | Tour de Mevlana                 | Turquia              | 2.2  | Anatoliy Budyak  | Spor Toto Cycling Team | [ 23 ] |
| 4     | Trofeu Piva                     | Itàlia               | 1.2U | Juan Ayuso       | Team Colpack-Ballan    | [ 24 ] |
| 4     | Roue Tourangelle                | França               | 1.1  | Arnaud Démare    | Groupama-FDJ           | [ 25 ] |
| 4     | Gran Premi de Rodes             | Grècia               | 1.2  | Tord Gudmestad   | Team Coop              | [ 26 ] |
| 5     | Giro del Belvedere              | Itàlia               | 1.2U | Juan Ayuso       | Team Colpack-Ballan    | [ 27 ] |
| 8-11  | Volta a Rodes                   | Grècia               | 2.2  | Fredrik Dversnes | Team Coop              | [ 28 ] |
| 18    | Trofeu Ciutat de San Vendemiano | Itàlia               | 1.2U | Paul Lapeira     | AG2R Citroën U23 Team  | [ 29 ] |
| 22-25 | Belgrad-Banja Luka              | Bòsnia i Hercegovina | 2.1  | Mihkel Räim      | Mazowsze Serce Polski  | [ 30 ] |
| 25    | Gran Premi della Liberazione    | Itàlia               | 1.2U | Michele Gazzoli  | Team Colpack-Ballan    | [ 31 ] |
| 30-2  | Volta a Astúries                | Espanya              | 2.1  | Nairo Quintana   | Arkéa-Samsic           | [ 32 ] |

### Maig
| Data  | Cursa                               | País      | Cat. | Vencedor                   | Equip                    | Ref.   |
| ----- | ----------------------------------- | --------- | ---- | -------------------------- | ------------------------ | ------ |
| 2     | Clàssica da Arrábida                | Portugal  | 1.2  | Sean Quinn                 | Hagens Berman-Axeon      | [ 33 ] |
| 2     | Circuit del Porto-Trofeu Arvedi     | Itàlia    | 1.2  | Gleb Syritsa               | Lokosphinx               | [ 34 ] |
| 12-16 | Volta a Hongria                     | Hongria   | 2.1  | Damien Howson              | Team BikeExchange        | [ 35 ] |
| 13    | Trofeu Calvià                       | Espanya   | 1.1  | Ryan Gibbons               | UAE Team Emirates        | [ 36 ] |
| 13    | Circuit de Valònia                  | Bèlgica   | 1.1  | Christophe Laporte         | Cofidis                  | [ 37 ] |
| 14-16 | Tour d'Eure i Loir                  | França    | 2.2  | Paul Penhoët               | Continental Groupama-FDJ | [ 38 ] |
| 14    | Trofeu Serra de Tramuntana          | Espanya   | 1.1  | Jesús Herrada              | Cofidis                  | [ 39 ] |
| 15    | Trofeu Andratx-Mirador des Colomer  | Espanya   | 1.1  | Winner Anacona             | Arkéa-Samsic             | [ 40 ] |
| 16    | Trofeu Alcúdia-Port d'Alcúdia       | Espanya   | 1.1  | André Greipel              | Israel Start-Up Nation   | [ 41 ] |
| 19-23 | Alps Isera Tour                     | França    | 2.2  | Sjoerd Bax                 | Metec-Solarwatt-Mantel   | [ 42 ] |
| 22    | Tour du Finistère                   | França    | 1.1  | Benoît Cosnefroy           | AG2R Citroën             | [ 43 ] |
| 23    | Volta a Múrcia                      | Espanya   | 1.1  | Antonio Jesús Soto         | Euskaltel-Euskadi        | [ 45 ] |
| 24    | Tour de Limburg                     | Bèlgica   | 1.1  | Tim Merlier                | Alpecin-Fenix            | [ 46 ] |
| 24    | Mercan'Tour Classic Alpes-Maritimes | França    | 1.1  | Guillaume Martin           | Cofidis                  | [ 47 ] |
| 27-30 | Tour de la Mirabelle                | França    | 2.2  | Idar Andersen              | Uno-X Pro                | [ 48 ] |
| 27-29 | Volta a Estònia                     | Estònia   | 2.1  | Karl Patrick Lauk          | Estònia                  | [ 49 ] |
| 29    | Gran Premi Herning                  | Dinamarca | 1.2  | Mads Østergaard Kristensen | ColoQuick                | [ 50 ] |
| 30    | Fyen Rundt                          | Dinamarca | 1.2  | Niklas Larsen              | Uno-X Pro                | [ 51 ] |
| 30    | Coppa della Pace                    | Itàlia    | 1.2U | Daan Hoole                 | SEG Racing Academy       | [ 52 ] |
| 30    | GP Slovenia                         | Eslovènia | 1.2  | Mirco Maestri              | Bardiani CSF Faizanè     | [ 53 ] |

### Juny
| Data  | Cursa                                       | País     | Cat.   | Vencedor           | Equip                              | Ref.   |
| ----- | ------------------------------------------- | -------- | ------ | ------------------ | ---------------------------------- | ------ |
| 2     | Trofeu Alcide Degasperi                     | Itàlia   | 1.2    | Riccardo Lucca     | General Store Essegibi F.lli Curia | [ 54 ] |
| 3–6   | Cursa de la Pau - Gran Premi Jeseníky       | Txèquia  | 2.Ncup | Filippo Zana       | Itàlia                             | [ 55 ] |
| 3-12  | Giro Ciclistico d'Itàlia                    | Itàlia   | 2.2U   | Juan Ayuso         | Team Colpack-Ballan                | [ 56 ] |
| 4     | Gran Premi del cantó d'Argòvia              | Suïssa   | 1.1    | Ide Schelling      | Bora-Hansgrohe                     | [ 57 ] |
| 4-6   | Małopolski Wyścig Górski                    | Polònia  | 2.2    | Michal Schlegel    | Elkov-Kasper                       | [ 58 ] |
| 6     | Elfstedenronde                              | Bèlgica  | 1.1    | Tim Merlier        | Alpecin-Fenix                      | [ 59 ] |
| 8     | Mont Ventoux Dénivelé Challenge             | França   | 1.1    | Miguel Ángel López | Movistar                           | [ 60 ] |
| 9-13  | Cinc anells de Moscou                       | Rússia   | 2.2    | Igor Frolov        | Moscow Region                      | [ 61 ] |
| 10-13 | Volta a l'Alta Àustria                      | Àustria  | 2.2    | Alexis Guérin      | Team Vorarlberg                    | [ 62 ] |
| 10-13 | Ruta d'Occitània                            | França   | 2.1    | Antonio Pedrero    | Movistar                           | [ 63 ] |
| 15    | París-Camembert                             | França   | 1.1    | Dorian Godon       | AG2R Citroën                       | [ 64 ] |
| 15-17 | Adriatica Ionica Race                       | Itàlia   | 2.1    | Lorenzo Fortunato  | Eolo-Kometa                        | [ 65 ] |
| 23-26 | Cursa de Solidarność i els Atletes Olímpics | Polònia  | 2.2    | Jan Bárta          | Elkov-Kasper                       | [ 66 ] |
| 23-27 | Volta a l'Alentejo                          | Portugal | 2.2    | Mauricio Moreira   | Efapel                             | [ 67 ] |
| 24    | Giro dels Apenins                           | Itàlia   | 1.1    | Ben Hermans        | Israel Start-Up Nation             | [ 68 ] |
| 27    | Gran Premi de Lugano                        | Suïssa   | 1.1    | Gianni Moscon      | Ineos Grenadiers                   | [ 69 ] |
| 28-29 | In the footsteps of the Romans              | Bulgària | 2.2    | Immanuel Stark     | P&S Metalltechnik                  | [ 70 ] |
| 30-5  | Volta a Bulgària                            | Bulgària | 2.2    | Immanuel Stark     | P&S Metalltechnik                  | [ 71 ] |

### Juliol
| Data  | Cursa                                                                            | País       | Cat. | Vencedor              | Equip                                     | Ref.   |
| ----- | -------------------------------------------------------------------------------- | ---------- | ---- | --------------------- | ----------------------------------------- | ------ |
| 3     | Gran Premi Germenica                                                             | Turquia    | 1.2  | Christofer Jurado     | Panama es Cultura y Valores               | [ 72 ] |
| 3-6   | Sibiu Cycling Tour                                                               | Romania    | 2.1  | Giovanni Aleotti      | Bora-Hansgrohe                            | [ 73 ] |
| 4     | Giro del Medio Brenta                                                            | Itàlia     | 1.2  | Didier Merchan        | ColombiaTierraDeAtletas-GW Bicicletas     | [ 74 ] |
| 4     | Gran Premi Kahramanmaraş                                                         | Turquia    | 1.2  | Jambaljamts Sainbayar | Terengganu                                | [ 75 ] |
| 10    | Gran Premi Erciyes                                                               | Turquia    | 1.2  | Alex Hoehn            | Wildlife Generation                       | [ 76 ] |
| 10    | Visegrad 4 Kerekparverseny                                                       | Hongria    | 1.2  | Michal Schlegel       | Elkov-Kasper                              | [ 77 ] |
| 11    | Gran Premi Kayseri                                                               | Turquia    | 1.2  | Anatoliy Budyak       | Spor Toto                                 | [ 78 ] |
| 11    | Visegrad 4 Bicycle Race - GP Slovakia                                            | Eslovàquia | 1.2  | Alan Banaszek         | HRE Mazowsze Serce Polski                 | [ 79 ] |
| 14-17 | Dookoła Mazowsza                                                                 | Polònia    | 2.2  | Eirik Lunder          | Team Coop                                 | [ 80 ] |
| 14-18 | Settimana Ciclistica Italiana                                                    | Itàlia     | 2.1  | Diego Ulissi          | UAE Team Emirates                         | [ 81 ] |
| 16-18 | Giro de la Vall d'Aosta                                                          | Itàlia     | 2.2U | Reuben Thompson       | Continental Groupama-FDJ                  | [ 82 ] |
| 16-18 | Gran Premi Internacional de ciclisme de Torres Vedras - Trofeu Joaquim Agostinho | Portugal   | 2.2  | Frederico Figueiredo  | Efapel                                    | [ 83 ] |
| 16-18 | Tour de Kosovo                                                                   | Kosovo     | 2.2  | Tristan Delacroix     | Sprinter Nice Metropole                   | [ 84 ] |
| 17    | Gran Premi Velo Erciyes                                                          | Turquia    | 1.2  | Azzedine Lagab        | Groupement Sportif des Pétroliers Algérie | [ 85 ] |
| 17    | Visegrad 4 Bicycle Race - GP Czech Republic                                      | Txèquia    | 1.2  | Adam Ťoupalík         | Elkov-Kasper                              | [ 86 ] |
| 18    | Gran Premi de la vila de Nogent-sur-Oise                                         | França     | 1.2  | Karl Patrick Lauk     | Pro Immo Nicolas Roux                     | [ 87 ] |
| 18    | Puchar Ministra Obrony Narodowej                                                 | Polònia    | 1.2  | Louis Bendixen        | Team Coop                                 | [ 88 ] |
| 18    | Gran Premi Develi                                                                | Turquia    | 1.2  | Mykhailo Kononenko    | Salcano Sakarya BB                        | [ 89 ] |
| 18    | Visegrad 4 Bicycle Race - GP Poland                                              | Polònia    | 1.2  | Itamar Einhorn        | Israel Start-Up Nation                    | [ 90 ] |
| 21-25 | Tour d'Alsàcia                                                                   | França     | 2.2  | José Félix Parra      | Kern Pharma                               | [ 91 ] |
| 25    | Clàssica d'Ordizia                                                               | Espanya    | 1.1  | Luis León Sánchez     | Astana-Premier Tech                       | [ 92 ] |
| 25    | Gran Premi de la vila de Pérenchies                                              | França     | 1.2  | Emiel Vermeulen       | Xelliss-Roubaix Lille Métropole           | [ 93 ] |
| 25    | GP Kranj                                                                         | Eslovènia  | 1.2  | Riccardo Verza        | Zalf Euromobil Fior                       | [ 94 ] |
| 29    | Volta a Castella i Lleó                                                          | Espanya    | 1.1  | Matis Louvel          | Arkéa-Samsic                              | [ 95 ] |
| 29-31 | Tour de l'Ain                                                                    | França     | 2.1  | Michael Storer        | Team DSM                                  | [ 96 ] |
| 30-2  | Kreiz Breizh Elites                                                              | França     | 2.2  | Nick van der Lijke    | Riwal                                     | [ 97 ] |
| 31    | Fletxa de Heist                                                                  | Bèlgica    | 1.1  | Pascal Eenkhoorn      | Team Jumbo-Visma                          | [ 98 ] |

### Agost
| Data  | Cursa                                     | País          | Cat. | Vencedor                   | Equip                              | Ref.    |
| ----- | ----------------------------------------- | ------------- | ---- | -------------------------- | ---------------------------------- | ------- |
| 1     | Circuit de Getxo-Memorial Hermanos Otxoa  | Espanya       | 1.1  | Giacomo Nizzolo            | Qhubeka NextHash                   | [ 99 ]  |
| 4-7   | Tour de Szeklerland                       | Romania       | 2.2  | Alan Banaszek              | HRE Mazowsze Serce Polski          | [ 100 ] |
| 4-8   | Tour de Savoia Mont Blanc                 | França        | 2.2  | Alexander Cepeda           | Androni Giocattoli-Sidermec        | [ 101 ] |
| 4-15  | Volta a Portugal                          | Portugal      | 2.1  | Amaro Antunes              | W52-FC Porto                       | [ 102 ] |
| 5-8   | Sazka Tour                                | Txèquia       | 2.1  | Filippo Zana               | Bardiani CSF Faizanè               | [ 103 ] |
| 8     | Gran Premi de Poggiana                    | Itàlia        | 1.2U | Riccardo Ciuccarelli       | Biesse Arvedi                      | [ 104 ] |
| 13–22 | Tour de l'Avenir                          | França        | 1.2U | Tobias Halland Johannessen | Noruega                            | [ 105 ] |
| 15    | Memorial Henryka Lasaka                   | Polònia       | 1.2  | Michael Kukrle             | Elkov-Kasper                       | [ 106 ] |
| 15    | Polynormande                              | França        | 1.1  | Valentin Madouas           | Groupama-FDJ                       | [ 107 ] |
| 15    | Gran Premi Jef Scherens                   | Bèlgica       | 1.1  | Niccolò Bonifazio          | TotalEnergies                      | [ 108 ] |
| 16    | Gran Premi Capodarco                      | Itàlia        | 1.2U | Simone Raccani             | Zalf Euromobil Fior                | [ 109 ] |
| 17    | Egmont Cycling Race                       | Bèlgica       | 1.1  | Danny van Poppel           | Intermarché-Wanty-Gobert Matériaux | [ 110 ] |
| 17-20 | Tour del Llemosí-Nova-Aquitània           | França        | 2.1  | Warren Barguil             | Arkéa-Samsic                       | [ 111 ] |
| 20-22 | Baltic Chain Tour                         | Estònia       | 2.2  | Laurence Pithie            | Continental Groupama-FDJ           | [ 112 ] |
| 20    | Gran Premi Marcel Kint                    | Bèlgica       | 1.1  | Álvaro Hodeg               | Deceuninck-Quick Step              | [ 113 ] |
| 20-22 | CCC Tour-Grody Piastowskie                | Polònia       | 2.2  | Maciej Paterski            | Voster ATS                         | [ 114 ] |
| 24-27 | Tour de Poitou-Charentes a Nova-Aquitània | França        | 2.1  | Connor Swift               | Arkéa-Samsic                       | [ 115 ] |
| 26    | Druivenkoers Overijse                     | Bèlgica       | 1.1  | Remco Evenepoel            | Deceuninck-Quick Step              | [ 116 ] |
| 27-29 | Tour du Pays de Montbéliard               | França        | 2.2U | Maurice Ballerstedt        | Jumbo-Visma Development            | [ 117 ] |
| 28    | Adriatic Race                             | Montenegro    | 1.2  | Nik Čemažar                | KK Kranj                           | [ 118 ] |
| 28    | Himmerland Rundt                          | Dinamarca     | 1.2  | Mathias Larsen             | Restaurant Suri-Carl Ras           | [ 119 ] |
| 29    | Gran Premi del Somme                      | França        | 1.2  | Tom Mazzone                | Saint-Piran                        | [ 120 ] |
| 29    | Skive-Løbet                               | Dinamarca     | 1.2  | Elmar Reinders             | Riwal                              | [ 121 ] |
| 29    | Ronde van de Achterhoek                   | Països Baixos | 1.2  | Casper van Uden            | DSM Development                    | [ 122 ] |
| 29-31 | Carpathia Couriers Path                   | Polònia       | 2.2U | Filip Maciejuk             | Polònia                            | [ 123 ] |
| 30-4  | Volta a Romania                           | Romania       | 2.1  | Jakub Kaczmarek            | HRE Mazowsze Serce Polski          | [ 124 ] |

### Setembre
| Data  | Cursa                                    | País          | Cat. | Vencedor             | Equip                              | Ref. |
| ----- | ---------------------------------------- | ------------- | ---- | -------------------- | ---------------------------------- | ---- |
| 2-4   | Flanders Tomorrow Tour                   | Bèlgica       | 2.2U | Mick van Dijke       | Jumbo-Visma Development            |      |
| 3     | Classic Grand Besançon Doubs             | França        | 1.1  | Biniam Girmay        | Intermarché-Wanty-Gobert Matériaux |      |
| 3-5   | Giro del Friül-Venècia Júlia             | Itàlia        | 2.2  | Jonas Rapp           | Hrinkow Advarics Cycleang          |      |
| 3-5   | À travers les Hauts-de-France            | França        | 2.2  | Jason Tesson         | Saint Michel-Auber 93              |      |
| 4     | Tour del Jura                            | França        | 1.1  | Benoît Cosnefroy     | AG2R Citroën                       |      |
| 5     | Tour del Doubs                           | França        | 1.1  | Dorian Godon         | AG2R Citroën                       |      |
| 9-12  | Okolo Jižních Čech-Tour of South Bohemia | Txèquia       | 2.2  | Arnaud De Lie        | Lotto-Soudal U23                   |      |
| 9-12  | Volta a Sèrbia                           | Sèrbia        | 2.2  | Jean Goubert         | Sprinter Nice Metropole            |      |
| 12    | Antwerp Port Epic-Sels Trophy            | Bèlgica       | 1.1  | Mathieu van der Poel | Alpecin-Fenix                      |      |
| 15    | Giro de Toscana-Memorial Alfredo Martini | Itàlia        | 1.1  | Michael Valgren      | EF Education-Nippo                 |      |
| 15-19 | Volta a Eslovàquia                       | Eslovàquia    | 2.1  | Peter Sagan          | Bora-Hansgrohe                     |      |
| 17    | Campionat de Flandes                     | Bèlgica       | 1.1  | Jasper Philipsen     | Alpecin-Fenix                      |      |
| 18    | Memorial Marco Pantani                   | Itàlia        | 1.1  | Sonny Colbrelli      | Bahrain Victorious                 |      |
| 18    | PWZ Zuidenveldtour                       | Països Baixos | 1.2  | Elmar Reinders       | Riwal                              |      |
| 18    | Lieja-Bastogne-Lieja sub-23              | Bèlgica       | 1.2U | Leo Hayter           | DSM Development                    |      |
| 19    | Gooikse Pijl                             | Bèlgica       | 1.1  | Fabio Jakobsen       | Deceuninck-Quick Step              |      |
| 19    | Gran Premi d'Isbergues-Pas de Calais     | França        | 1.1  | Elia Viviani         | Cofidis                            |      |
| 19    | Trofeu Matteotti                         | Itàlia        | 1.1  | Matteo Trentin       | UAE Team Emirates                  |      |
| 20-26 | Tour de Bretanya                         | França        | 2.2  | Jean-Louis Le Ny     | WB-Fybolia Locminé                 |      |
| 23    | Circuit de Houtland                      | Bèlgica       | 1.1  | Taco van der Hoorn   | Intermarché-Wanty-Gobert Matériaux |      |
| 26    | París-Chauny                             | França        | 1.1  | Jasper Philipsen     | Alpecin-Fenix                      |      |
| 26    | Dorpenomloop Rucphen                     | Països Baixos | 1.2  | Elias Van Breussegem | Tarteletto-Isorex                  |      |
| 28    | Ruta d'Or-GP Festa del Perdono           | Itàlia        | 1.2U | Andrea Piccolo       | Viris Vigevano                     |      |
| 28-1  | Giro de Sicília                          | Itàlia        | 2.1  | Vincenzo Nibali      | Trek-Segafredo                     |      |
| 28-3  | Cro Race                                 | Croàcia       | 2.1  | Stephen Williams     | Bahrain Victorious                 |      |
| 29-3  | Ronda de l'Isard d'Arieja                | França        | 2.2U | Gijs Leemreize       | Jumbo-Visma Development Team       |      |

### Octubre
| Data | Cursa                                             | País          | Cat. | Vencedor                | Equip                              | Ref. |
| ---- | ------------------------------------------------- | ------------- | ---- | ----------------------- | ---------------------------------- | ---- |
| 1    | Ruta Adélie de Vitré                              | França        | 1.1  | Arvid de Kleijn         | Rally                              |      |
| 2    | Clàssica Loira Atlàntic                           | França        | 1.1  | Alan Riou               | Arkéa-Samsic                       |      |
| 2    | Lillehammer GP                                    | Noruega       | 1.2  | Idar Andersen           | Uno-X Pro                          |      |
| 3    | Gylne Gutuer                                      | Noruega       | 1.2  | William Blume Levy      | ColoQuick                          |      |
| 3    | Piccolo Giro de Llombardia                        | Itàlia        | 1.2U | Paul Lapeira            | AG2R Citroën U23 Team              |      |
| 5    | Binche-Chimay-Binche/Memorial Frank Vandenbroucke | Bèlgica       | 1.1  | Danny van Poppel        | Intermarché-Wanty-Gobert Matériaux |      |
| 7    | París-Bourges                                     | França        | 1.1  | Jordi Meeus             | Bora-Hansgrohe                     |      |
| 7-10 | Circuit de les Ardenes                            | França        | 2.2  | Lucas Eriksson          | Riwal                              |      |
| 9    | Tour de Vendée                                    | França        | 1.1  | Bram Welten             | Arkéa-Samsic                       |      |
| 10   | París-Tours sub-23                                | França        | 1.2U | Jonas Iversby Hvideberg | Uno-X Pro                          |      |
| 11   | Coppa Agostoni-Giro delle Brianze                 | Itàlia        | 1.1  | Alexey Lutsenko         | Astana-Premier Tech                |      |
| 13   | Giro del Vèneto                                   | Itàlia        | 1.1  | Xandro Meurisse         | Alpecin-Fenix                      |      |
| 16   | Ster van Zwolle                                   | Països Baixos | 1.2  | Coen Vermeltfoort       | VolkerWessels                      |      |
| 17   | París-Mantes Cycliste                             | França        | 1.2  | Maxime Jarnet           | Vélo Club Villefranche Beaujolais  |      |
| 17   | Crono de les Nacions                              | França        | 1.1  | Stefan Küng             | Groupama-FDJ                       |      |
| 17   | Crono de les Nacions sub-23                       | França        | 1.2U | Antoine Devanne         | Vendée U                           |      |
| 17   | Boucles de l'Aulne                                | França        | 1.1  | Stan Dewulf             | AG2R Citroën                       |      |
| 17   | Veneto Classic                                    | Itàlia        | 1.1  | Samuele Battistella     | Astana-Premier Tech                |      |
| 24   | Tour de Drenthe                                   | Països Baixos | 1.1  | Rune Herregodts         | Sport Vlaanderen-Baloise           |      |

## Classificacions
- Nota: classificacions definitives a 31 d'octubre.[126][127]

| #  | Ciclista             | Equip                 | Punts    |
| -- | -------------------- | --------------------- | -------- |
| 1  | Tadej Pogačar        | UAE Emirates          | 5.363    |
| 2  | Wout Van Aert        | Team Jumbo-Visma      | 4.382    |
| 3  | Primož Roglič        | Team Jumbo-Visma      | 3.924    |
| 4  | Julian Alaphilippe   | Deceuninck-Quick Step | 3.104,67 |
| 5  | Sonny Colbrelli      | Bahrain Victorious    | 2.553    |
| 6  | Mathieu van der Poel | Alpecin-Fenix         | 2.461    |
| 7  | Adam Yates           | Ineos Grenadiers      | 2.251    |
| 8  | João Almeida         | Deceuninck-Quick Step | 2.219    |
| 9  | Alejandro Valverde   | Movistar Team         | 1.981    |
| 10 | Matej Mohorič        | Bahrain Victorious    | 1.897    |

| #  | Equip                       | Pts.     |
| -- | --------------------------- | -------- |
| 1  | Alpecin-Fenix               | 8.251    |
| 2  | Arkéa-Samsic                | 5.000    |
| 3  | TotalEnergies               | 3.192    |
| 4  | Uno-X Pro Cycling Team      | 2.848,17 |
| 5  | B&B Hotels p/b KTM          | 2.726    |
| 6  | Bingoal Pauwels Sauces WB   | 2.037    |
| 7  | Sport Vlaanderen-Baloise    | 1.898    |
| 8  | Androni Giocattoli-Sidermec | 1.688    |
| 9  | Delko                       | 1.668    |
| 10 | Bardiani CSF Faizanè        | 1.608    |

| #  | País          | Pts.      |
| -- | ------------- | --------- |
| 1  | Bèlgica       | 14.349,33 |
| 2  | Eslovènia     | 11.993    |
| 3  | França        | 11.541,67 |
| 4  | Itàlia        | 10.851    |
| 5  | Regne Unit    | 9.960,6   |
| 6  | Països Baixos | 9.808,66  |
| 7  | Espanya       | 7.979     |
| 8  | Dinamarca     | 7.911,6   |
| 9  | Alemanya      | 5.230,33  |
| 10 | Suïssa        | 4.290     |

| #  | País          | Pts.     |
| -- | ------------- | -------- |
| 1  | Bèlgica       | 4.111,93 |
| 2  | Regne Unit    | 2.528    |
| 3  | Itàlia        | 2.407    |
| 4  | Països Baixos | 1.712,17 |
| 5  | Noruega       | 1.415,32 |
| 6  | França        | 1.214    |
| 7  | Espanya       | 1.029,04 |
| 8  | Dinamarca     | 893,17   |
| 9  | Alemanya      | 873,34   |
| 10 | Txèquia       | 549      |